# Давор Штефанек
Давор Штефанек (Суботица, 12. септембар 1985) српски је рвач и репрезентативац у рвању грчко-римским стилом. Светски је шампион из 2014. године и најбољи спортиста Србије исте године по избору дневног листа Спорт.
Био је члан рвачког клуба „Спартак“ Суботица, потом члан „Пролетера“ из Зрењанина, а онда се вратио у РК "Спартак". Учесник је Олимпијских игара у Атини, 2004. и Пекингу, 2008. године, освајач златне медаље на Светском првенству у Ташкенту 2014. године, бронзане медаље на Светском првенству у Лас Вегасу 2015. године и сребрне медаље на Светском првенству у Будимпешти 2018. године, наравно круна каријере  је освајање златне медаље на Олимпијским играма 2016. у Рио де Жанеиру.

## Спортска каријера
Каријеру је почео у родној Суботици, а врло брзо су га приметили стручњаци. Био је члан Спартака, потом Пролетера из Зрењанина, а онда се вратио у Спартак. Борио се и за Партизан у Купу европских шампиона, када је освојио најјаче клупско такмичење на Старом континенту и проглашен за најбољег такмичара.

### Успеси
Освајач је златне медаље на Светском јуниорском првенству 2005. у Литванији и на Медитеранским играма 2009. године у Пескари, Италија, као и сребрне на Европском првенству 2004. у Шведској и Гран-прију Мађарске, 2009. године у Сомбатхељу. 2006. године је проглашен за најбољег рвача завршног турнира Купа европских првака. Проглашен је и за спортисту године Града Суботице у категорији сениора, 2008. године, када је освојио бронзану медаљу на Европском првенству. Бронзом се окитио и 2012. године на Европском првенству у Београду. На Светском првенству у Ташкенту 2014. освојио је златну медаљу, прву своју медаљу на Светским првенствима, прву медаљу на Светским првенствима за Србију од 2007. и прву златну од 1981. године. Следеће године освојио је другу медаљу на Светским првенствима, бронзу у Лас Вегасу. Године 2009. као члан Партизана освојио је клупско првенство Европе. Освајач је олимпијског злата на Олимпијским играма 2016. у грчко-римском стилу до 66 килограма. Освојио је сребрну медаљу на Светском првенству у Будимпешти 2018. пошто је изгубио од Руса Артена Суркова.

## Награде

### Друге награде
- 2000: Награда Браћа Карић